# Tour méditerranéen 1995
L'édition 1995 de la course cycliste par étapes Tour méditerranéen a lieu du 8 au 12 février 1995. La victoire est revenue à l'Italien Gianni Bugno (MG Maglificio), vainqueur de la dernière étape.

## La course
Cette édition du Tour méditerranéen est dominée par les Italiens, et notamment par l'équipe MG Maglificio.
Dès le contre-la-montre par équipes du premier jour, les équipes italiennes occupent les trois premières places du podium, MG Maglificio, partie la dernière, devançant Lampre de neuf secondes et Mercatone Uno de treize.
L'étape en ligne de l'après-midi est l'occasion d'un nouveau podium italien : Fabio Baldato (MG Maglificio) remporte l'étape au sprint et prend la tête du classement général grâce aux bonifications.
La troisième étape est animée par une échappée du Belge Hendrik Redant, mais n'échappe pas aux Italiens : Mario Cipollini, de retour après une chute dans le Tour d'Espagne l'année précédente, l'emporte devant Giuseppe Citterio. Baldato, cinquième de l'étape, conserve le maillot jaune.
Cipollini récidive lors de la quatrième étape, puis lors de la cinquième étape, devançant le Belge Jo Planckaert. L'après-midi, dans la course de côte menant au Mont Faron à Toulon, quatre coureurs se détachent. L'équipe MG Maglificio obtient un doublé, Gianni Bugno et Davide Rebellin devançant Dimitri Konyshev et Roberto Petito. Ces quatre coureurs occupent les quatre premières places du classement général, et Bugno porte le maillot jaune.
La dernière étape mène à Marseille, sur les pentes de Notre-Dame de la Garde. Bugno y remporte une seconde victoire d'étape consécutive, devançant le peloton d'une seconde. Il s'impose ainsi au classement général devant Petito, Rebellin, Konyshev et Luca Gelfi qui se classe cinquième. MG Maglificio place deux coureurs sur le podium et l'Italie trois.

## Classements des étapes
| #         | Date       | Parcours                                         | km  | Vainqueur d'étape | Leader du général |
| --------- | ---------- | ------------------------------------------------ | --- | ----------------- | ----------------- |
| 1re étape | 8 février  | Sauvian > Béziers (contre-la-montre par équipes) | 10  | MG Maglificio     | Davide Rebellin   |
| 2e étape  | 8 février  | Béziers > Juvignac                               | 70  | Fabio Baldato     | Fabio Baldato     |
| 3e étape  | 9 février  | Mauguio > Berre                                  | 145 | Mario Cipollini   | Fabio Baldato     |
| 4e étape  | 10 février | Berre > Antibes                                  | 225 | Mario Cipollini   |                   |
| 5e étape  | 11 février | Saint-Laurent du Var > Hyères                    | 130 | Mario Cipollini   |                   |
| 6e étape  | 11 février | Hyères > Toulon                                  | 33  | Gianni Bugno      | Gianni Bugno      |
| 7e étape  | 11 février | ? > Marseille                                    | 80  | Gianni Bugno      | Gianni Bugno      |

## Classement général final
| Pos | Coureur           | Pays     | Équipe         |    | Temps            |
| --- | ----------------- | -------- | -------------- | -- | ---------------- |
| 1   | Gianni Bugno      | Italie   | MG Maglificio  | en | 16 h 02 min 55 s |
| 2   | Roberto Petito    | Italie   | Mercatone Uno  | +  | 7 s              |
| 3   | Davide Rebellin   | Italie   | MG Maglificio  |    | 12 s             |
| 4   | Dimitri Konyshev  | Russie   | Aki - Gipiemme |    | 30 s             |
| 5   | Luca Gelfi        | Italie   | Brescialat     |    | 50 s             |
| 6   | Axel Merckx       | Belgique | Motorola       |    | 1 min 01 s       |
| 7   | Andrea Noè        | Italie   | Mapei          |    | 1 min 03 s       |
| 8   | Angelo Canzonieri | Italie   | Mercatone Uno  |    | 1 min 08 s       |
| 9   | Laurent Brochard  | France   | Festina        |    | 1 min 25 s       |
| 10  | Marco Serpellini  | Italie   | Lampre         |    | 1 min 27 s       |

## Les étapes

### 1reétape
|   | Équipe        |    | Temps       |
| - | ------------- | -- | ----------- |
| 1 | MG Maglificio | en | 11 min 28 s |
| 2 | Lampre        | +  | 9 s         |
| 3 | Mercatone Uno |    | +13 s       |

|   | Coureur         | Pays   | Équipe        |    | Temps       |
| - | --------------- | ------ | ------------- | -- | ----------- |
| 1 | Davide Rebellin | Italie | MG Maglificio | en | 11 min 28 s |
| 2 |                 |        |               | +  |             |
| 3 |                 |        |               |    |             |

### 2eétape
|   | Coureur           | Pays   | Équipe        |    | Temps           |
| - | ----------------- | ------ | ------------- | -- | --------------- |
| 1 | Fabio Baldato     | Italie | MG Maglificio | en | 1 h 45 min 54 s |
| 2 | Roberto Petito    | Italie | Mercatone Uno | +  | m.t.            |
| 3 | Fabrizio Bontempi | Italie | Brescialat    |    | m.t.            |

|   | Coureur        | Pays   | Équipe        |    | Temps           |
| - | -------------- | ------ | ------------- | -- | --------------- |
| 1 | Fabio Baldato  | Italie | MG Maglificio | en | 1 h 57 min 16 s |
| 2 | Roberto Petito | Italie | Mercatone Uno | +  | 15 s            |
| 3 | Luca Scinto    | Italie | MG Maglificio |    | 15 s            |

### 3eétape
|   | Coureur           | Pays     | Équipe        |    | Temps           |
| - | ----------------- | -------- | ------------- | -- | --------------- |
| 1 | Mario Cipollini   | Italie   | Mercatone Uno | en | 2 h 59 min 37 s |
| 2 | Giuseppe Citterio | Italie   | Aki-Gipiemme  | +  | m.t.            |
| 3 | Jo Planckaert     | Belgique | Collstrop     |    | m.t.            |

|   | Coureur        | Pays   | Équipe        |    | Temps           |
| - | -------------- | ------ | ------------- | -- | --------------- |
| 1 | Fabio Baldato  | Italie | MG Maglificio | en | 8 h 31 min 09 s |
| 2 | Luca Scinto    | Italie | MG Maglificio |    | 14 s            |
| 3 | Roberto Petito | Italie | Mercatone Uno |    | 14 s            |

### 4eétape
|   | Coureur         | Pays   | Équipe        |    | Temps           |
| - | --------------- | ------ | ------------- | -- | --------------- |
| 1 | Mario Cipollini | Italie | Mercatone Uno | en | 2 h 59 min 37 s |
| 2 |                 |        |               | +  |                 |
| 3 |                 |        |               |    |                 |

|   | Coureur | Pays    | Équipe |    | Temps |
| - | ------- | ------- | ------ | -- | ----- |
| 1 |         | Général |        | en |       |
| 2 |         |         |        |    |       |
| 3 |         |         |        |    |       |

### 5eétape
|   | Coureur                  | Pays        | Équipe        |    | Temps           |
| - | ------------------------ | ----------- | ------------- | -- | --------------- |
| 1 | Mario Cipollini          | Italie      | Mercatone Uno | en | 3 h 19 min 03 s |
| 2 | Jo Planckaert            | Belgique    | Collstrop     | +  | m.t.            |
| 3 | Djamolidine Abdoujaparov | Ouzbékistan | Novell        |    | m.t.            |

|   | Coureur | Pays    | Équipe |    | Temps |
| - | ------- | ------- | ------ | -- | ----- |
| 1 |         | Général |        | en |       |
| 2 |         |         |        | +  |       |
| 3 |         |         |        |    |       |

### 6eétape
|   | Coureur          | Pays   | Équipe         |    | Temps      |
| - | ---------------- | ------ | -------------- | -- | ---------- |
| 1 | Gianni Bugno     | Italie | MG Maglificio  | en | 55 min 8 s |
| 2 | Davide Rebellin  | Italie | MG Maglificio  | +  | m.t.       |
| 3 | Dimitri Konyshev | Russie | Aki - Gipiemme |    | m.t.       |

|   | Coureur         | Pays   | Équipe        |    | Temps            |
| - | --------------- | ------ | ------------- | -- | ---------------- |
| 1 | Gianni Bugno    | Italie | MG Maglificio | en | 14 h 21 min 14 s |
| 2 | Roberto Petito  | Italie | Mercatone Uno | +  | 1 s              |
| 3 | Davide Rebellin | Italie | MG Maglificio |    | m.t.             |

### 7eétape
|   | Coureur           | Pays   | Équipe        |    | Temps          |
| - | ----------------- | ------ | ------------- | -- | -------------- |
| 1 | Gianni Bugno      | Italie | MG Maglificio | en | 1h 41 min 51 s |
| 2 | Angelo Canzonieri | Italie | ?             | +  | 1 s            |
| 3 | Roberto Petito    | Italie | Mercatone Uno |    | m.t.           |

|   | Coureur         | Pays   | Équipe        |    | Temps           |
| - | --------------- | ------ | ------------- | -- | --------------- |
| 1 | Gianni Bugno    | Italie | MG Maglificio | en | 16 h 2 min 55 s |
| 2 | Roberto Petito  | Italie | Mercatone Uno | +  | 7 s             |
| 3 | Davide Rebellin | Italie | MG Maglificio |    | 12 s            |